# Departamento Angaco
Das Departamento Angaco liegt im Zentrum der Provinz San Juan im Westen Argentiniens ist eine von 19 Verwaltungseinheiten der Provinz. 
Es grenzt im Norden an das Departamento Jáchal, im Osten an das Departamento Caucete, im Süden an das Departamento San Martín und im Westen an das Departamento Albardón. 
Die Hauptstadt des Departamento Angaco ist El Salvador.

## Städte und Gemeinden
Das Departamento Angaco ist in folgende Gemeinden aufgeteilt:
- Angaco